# Paraguayos, República o Muerte
Paraguayos, República o Muerte je državna himna Paragvaja. 
Stihove je napisao Urugvajac Francisco de Acuna Figueroa (koji je također napisao himnu Urugvaja). Himna je nastala za vrijeme predsjednika Carlosa Antonija Lopeza, koji je naložio Bernardu Jovellanosu i Anastasiju Gonzalezu, da zamole Figuerou, da napiše riječi himne. Figueroa je završio stihove himne 20. svibnja 1846.
Ne zna se autor glazbe. Paragvajski skladatelj Remberto Gimenez preoblikovao je glazbu 1933. u konačnu sadašnju inačicu himne.

## Tekst
| Original (španjolski) | Prijevod (engleski) | guarani |
| --- | --- | --- |
| Zbor Paraguayos, ¡República o Muerte! nuestro brío nos dio libertad; ni opresores, ni siervos alientan donde reinan unión e igualdad. | Paraguayans: Republic or Death! Our spirit gave us liberty Neither oppressors nor slaves exist Where union and equality reign. | Joyke'y paraguái, iporãma, anive máramo ñañesũ; mbarete ha tĩndy ndaijavéiri oĩhápe joja ha joayhu. |
| I. A los pueblos de América, infausto tres centurias un cetro oprimió, mas un día soberbia surgiendo, "¡Basta!" —dijo, y el cetro rompió. Nuestros padres, lidiando grandiosos, ilustraron su gloria marcial; y trozada la augusta diadema, enalzaron el gorro triunfal.  | The peoples of the Americas, unfortunately, Were oppressed for three centuries by a scepter But one magnificent day surging forth, "Enough!", it said, and broke the scepter. Our fathers, grandiose in battle, Showed their martial glory; And after smashing the august diadem, Raised the triumphal cap.             | Tetã nguéra Amerikayguápe tetãma pytagua ojopy, sapy'ánte, japáy ñapu'ãvo, Ha'evéma!... ja'e ha opa. Ñande ru orairõ pu'akápe, verapy marã'ỹva oipyhy; ha ojoka omondoho itasã, poguypópe oiko ko tetã. |
| II. Nueva Roma, la Patria ostentará dos caudillos de nombre y valer, que rivales —cual Rómulo y Remo— dividieron gobierno y poder. Largos años —cual Febo entre nubes— viose oculta la perla del Sud. Hoy un héroe grandioso aparece realzando su gloria y virtud...      | A new Rome, the Fatherland shall proudly display Two leaders of name and valor Who, rivals, like Romulus and Remus Divided government and power. Long years, during which Phoebus in the clouds Saw darken the pearl of the South, Today a grand hero appears Raising up again her glory and virtue...                  | |
| III. Con aplauso la Europa y el Mundo la saludan, y aclaman también; de heroísmo: baluarte invencible, de riquezas: magnífico Edén. Cuando entorno rugió la Discordia que otros Pueblos fatal devoró, paraguayos, el suelo sagrado con sus alas un ángel cubrió.          | Europe and the world salute her with applause And also acclaim Invincible bastion of heroism, Magnificent Eden of riches. (But) when discord rumbled all around Which fatally devoured other Peoples, Paraguayans, the sacred ground Was covered by an angel with its wings.                                            | |
| IV. ¡Oh! cuán pura, de lauro ceñida, dulce Patria te ostentas así En tu enseña se ven los colores del zafiro, diamante y rubí. En tu escudo que el sol ilumina, bajo el gorro se mira el león. Doble imagen de fuertes y libres, y de glorias, recuerdo y blasón.         | Oh, how pure, of laurel girded Sweet Fatherland, in this manner you show yourself. In your ensign one sees the colors Of sapphire, diamond, and ruby. In your coat of arms, which the Sun illuminates, Under the cap, one sees the lion. Double image of the strong and the free, And of glories, the memory and crest. | |
| V. De la tumba del vil feudalismo se alza libre la Patria deidad; opresores, ¡doblad rodilla!, compatriotas, ¡el Himno entonad! Suene el grito: "¡República o muerte!", nuestros pechos lo exhalen con fe, y sus ecos repitan los montes cual gigantes poniéndose en pie. | From the tomb of vile feudalism The national Deity rises free; Oppressors, bend your knees! Compatriots, entone the hymn! Sound the cry, "Republic or death"! Our breasts exhale it with faith, And the mountains repeat its echoes Like giants arising.                                                                | |
| VI. Libertad y justicia defiende nuestra Patria; tiranos, ¡oíd! de sus fueros la carta sagrada su heroísmo sustenta en la lid. Contra el mundo, si el mundo se opone, Si intentare su prenda insultar, batallando vengar la sabremos o abrazo con ella expirar.           | Our Fatherland defends liberty and justice; Tyrants: listen! The laws in its sacred charter Will sustain its heroism in the fight. Against the world, if the world opposes it, If the world dares to insult her security, Battling to avenge we shall know her Or die embracing her.                                    | |
| VII. Alza, oh Pueblo, tu espada esplendente que fulmina destellos de Dios, no hay más medio que libre o esclavo y un abismo divide a los dos. En las auras el Himno resuene, repitiendo con eco triunfal: ¡a los libres perínclita gloria!, ¡a la Patria laurel inmortal! | Arise, oh People, your splendid sword That strikes with sparkles of God, There is no middle ground between free or slave And an abyss divides the two. In the gentle breezes the Hymn resounds, Repeating with triumphal echo: For the free, renowned glory! For the Fatherland, immortal laurel!                       | |